# Locomotiva FS E.402A
La E.402A è una locomotiva elettrica italiana nata negli anni '90, dalla collaborazione tra FS ed Ansaldo Trasporti, allo scopo di poter disporre di una macchina potente, veloce e di elevata affidabilità.
Le macchine di questa serie rimasero in esercizio fino al 2019, quando tutto il gruppo E.402A venne convertito e reso monocabina diventando E.401.

## Storia

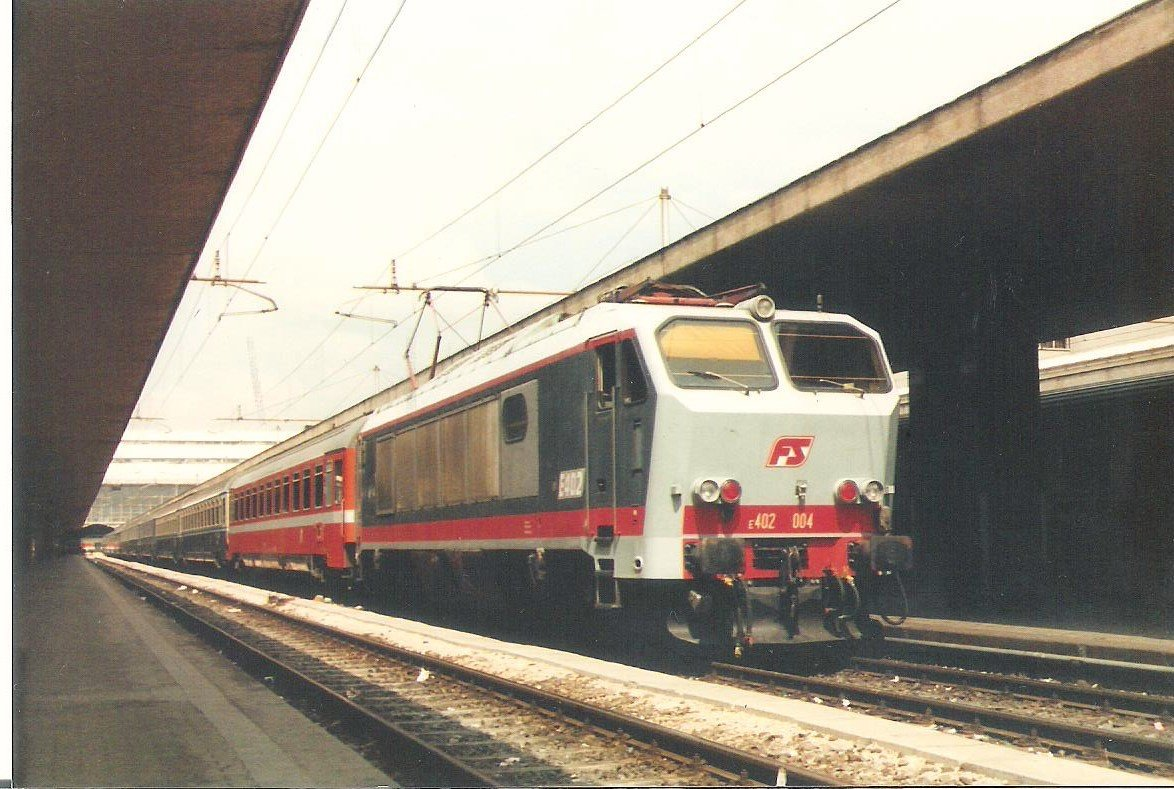
Locomotiva prototipo E.402.004, a Roma Termini nel 1992

Sul finire degli anni '80, prima dell'imminente apertura della direttissima Firenze-Roma, gli unici mezzi di trazione che avrebbero permesso l'impostazione di servizi alla velocità massima di 200 km/h erano le E.444, che, pur essendo delle buone macchine, erano state realizzate all'inizio degli anni settanta con una tecnologia ormai datata e che, soprattutto, presentavano la velocità massima di 200 km/h solo come valore di picco, pertanto potevano mantenerla solo per brevi tratti e brevi periodi, dovendo poi subito tornare alla velocità di crociera massima, fissata a 180 km/h. 
Peraltro, fino all'apertura della Direttissima Roma-Firenze, in quasi nessun tratto della rete ferroviaria italiana era autorizzata una velocità massima superiore a 180 km/h.
Tra il 1981 e il 1983 i tecnici dell'allora Servizio Materiale e Trazione di Firenze elaborarono il progetto di una locomotiva per treni veloci da affiancare alle E.444. Il progetto venne impostato secondo la filosofia dell'epoca su una locomotiva universale, cioè in grado di rimorchiare treni passeggeri impostati a 200 km/h e treni merci a 100 km/h, a quattro assi motori.
Definite le caratteristiche di massima della locomotiva, occorreva definire il tipo di azionamento: scartato a priori l'azionamento di tipo reostatico, ormai obsoleto, venne preferito un azionamento a convertitori elettronici (inverter) trifase, che in ambito FS aveva visto una prima sperimentazione parziale con le locomotive E.633 di una decina di anni prima, le quali montavano sia i vecchi reostati sia una versione primordiale di inverter, rappresentando in questo senso, oltre che una serie sperimentale, anche una generazione di macchine ibride, che segnò il passaggio dalla vecchia alla nuova tecnologia, che aveva pochi punti di riferimento anche a livello internazionale, e per questo le FS italiane si posero come amministrazione ferroviaria pionieristica. 
Tale scelta fu fatta considerando gli innegabili vantaggi offerti dai motori di trazione asincroni trifase nei confronti di quelli a corrente continua: minore massa a parità di potenza, minori costi di manutenzione, maggiore affidabilità e, soprattutto, considerando che la veloce evoluzione tecnica rischiava di far diventare presto superata un'impostazione più "tradizionale".
Anche per il carrello e per il sistema di trasmissione furono utilizzate soluzioni tecniche inedite, in modo da conferire alla locomotiva elevate qualità di marcia senza ricorrere a soluzioni sofisticate e costose come quelle utilizzate sui treni ad alta velocità.
Venne così definito il nuovo gruppo E.402, avulso dal sistema di classificazione fino ad allora adottato dalle FS, con le seguenti caratteristiche: rodiggio Bo' Bo', motori asincroni trifase, velocità massima 220 km/h, azionamento costituito da due convertitori elettronici (uno per ogni carrello) a controllo automatico, frenatura elettrica reostatica, a recupero e mista.
Essendo un mezzo rivoluzionario per l'epoca, le FS decisero che prima di passare alla realizzazione delle locomotive di serie sarebbe stato prudente realizzare un rotabile provvisorio per poter effettuare le prime verifiche di massima sui carrelli, sulla trasmissione e sui convertitori di trazione e cinque rotabili di preserie per sperimentare le soluzioni da applicare sulle macchine definitive. Il 29 ottobre 1982 venne ordinato alle Officine Reggiane e alla Ansaldo un simulacro, classificato E.402.000, della futura locomotiva per compiere le prime sperimentazioni. Esso presentava una cassa uguale a quella prevista per le macchine di serie per valutare l'influenza aerodinamica del muso sui pantografi; l'interno era per metà attrezzato a laboratorio, mentre l'altra metà conteneva il convertitore elettronico, la zavorra per portare il peso totale alle 84 tonnellate previste per le macchine di serie e uno spartano banco di manovra. Sulla testata della cabina di guida non utilizzata erano collocati gli accoppiatori elettrici necessari al collegamento a una locomotiva E.444 che aveva il compito di fornire energia al complesso. Consegnato il 25 marzo 1985, effettuò diverse corse di prova sulle linee Roma-Firenze (Direttissima e lenta), Firenze-Pisa e Verona-Brennero.
Contemporaneamente le FS ordinarono alle stesse ditte 5 esemplari di preserie, classificati E.402.001-005 che vennero consegnate tra il 31 maggio e il 29 dicembre 1988 e assegnate al Deposito Locomotive di Firenze. Messe subito in servizio, inizialmente sussidiate da una locomotiva "chioccia" con doppia trazione in testa ai treni, già nei primi mesi di esercizio la parte elettronica necessitò di diverse messe a punto per migliorarne l'affidabilità, mentre la parte meccanica risultò eccellente fin dall'origine.
Confortati dai risultati delle prime prove, già nel corso del preesercizio, il 21 agosto 1992, le FS ordinarono 40 locomotive di serie, classificate E.402.006-045, allestite con una cassa di nuovo disegno nella parte frontale per migliorarne il comportamento aerodinamico alle alte velocità, ma con meccanica e parte elettronica comune agli esemplari di preserie.
Terminate le sperimentazioni, nel 1998 le cinque locomotive di preserie vennero accantonate momentaneamente presso l'Officina Grandi Riparazioni di Foligno dove le componenti elettriche vennero aggiornate, per poi essere rimesse in esercizio a partire dal gennaio 1999, a eccezione della E.402.001 che venne avviata alla demolizione.
Nel 2013 fu indetta la gara per la trasformazione dell'intero gruppo (esclusi i prototipi, essendo già stati accantonati in precedenza) in locomotive monocabina, con sostituzione degli azionamenti elettronici per il traino dei convogli in servizio "Intercity", che da fine 2016 hanno ricevuto i nuovi schemi di colori chiamati "Intercity Giorno" e "Intercity Notte"; il nuovo gruppo così riconvertito è stato riclassificato come E.401, mantenendo i precedenti numeri di serie da 006 a 045.

## Esercizio

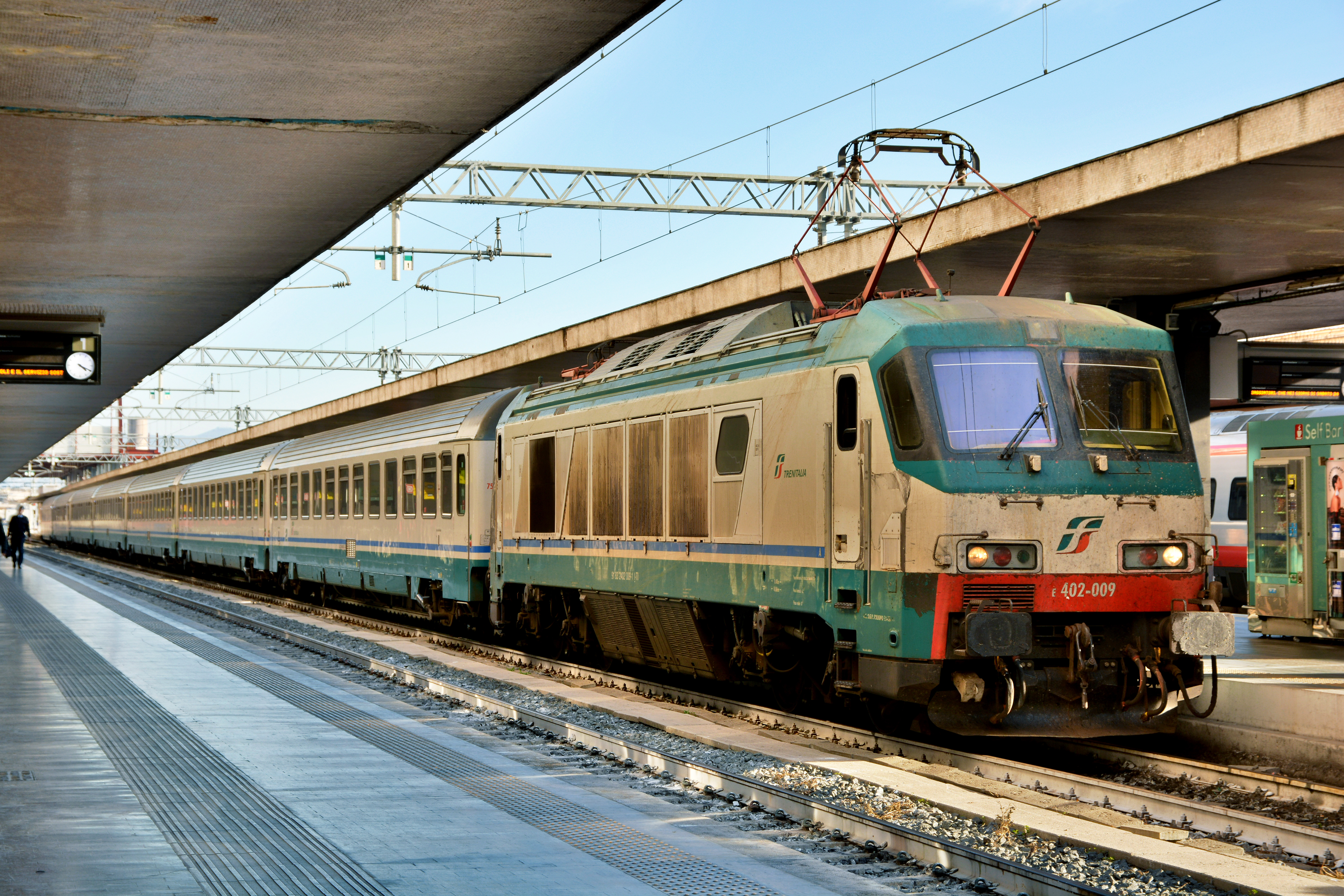
E.402.009 in livrea XMPR appena arrivata a Roma Termini

Nel giugno del 1994 iniziarono le consegne delle macchine di serie che si protrassero fino al 1996. Assegnate al deposito di Firenze, dopo alcuni mesi di prove, tra cui quelle di avviamento e slittamento sul Brennero, vennero affiancate alle E.444R, che sulla Direttissima, con gli IC impostati a 200 km/h, viaggiavano al limite delle loro prestazioni.
Dal loro primo turno di esercizio regolare, il 28 maggio 1995, vennero impegnate 10 locomotive sulla Firenze-Roma in testa a 37 treni della categoria IC/EC con una percorrenza giornaliera media di 1100 km. L'entrata in vigore dell'orario invernale, il 24 settembre 1995, vede 17 macchine impegnate con un incremento del numero di treni trainati e del raggio d'azione che si estende da Firenze a Milano. Dall'estate del 1996 le macchine in turno aumentano ancora a 28 unità con il traino di 99 treni e il raggio d'azione che ormai comprende tutta la dorsale da Chiasso a Reggio Calabria e i treni migliori da Milano a La Spezia. Un anno dopo, con il completamento della fornitura, si aggiungono altri servizi sulla Firenze-Venezia, Bologna-Verona e Roma-Paola-Cosenza.
Nel 1999, in concomitanza della divisionalizzazione delle Ferrovie dello Stato, le locomotive vengono assegnate alla divisione passeggeri e le unità 002 e 003 rientrano in servizio. 15 unità vengono assegnate al deposito di Mestre e dal dicembre 2000 diventano titolari dei primi Intercity reversibili da 200 km/h con le nuove carrozze UIC-Z1 semipilota, composizioni bloccate assimilabili dal punto di vista dell'esercizio agli elettrotreni. L'orario estivo vede l'estensione delle composizioni reversibili sull'asse Milano-Roma, ma per alcuni problemi nella comunicazione tra le centraline di comando della carrozza pilota e della locomotiva tali servizi devono essere parzialmente sospesi poco tempo dopo.
Nel 2002, risolti i problemi al telecomando, tutte le unità in servizio vengono riassegnate ai depositi di Milano e Mestre. Contemporaneamente rientrano in servizio le unità di preserie 002 e 005, mentre il simulacro e la 001 vengono accantonate e avviate alla demolizione. Le unità milanesi prestano servizio principalmente sulla dorsale Milano-Napoli, mentre da Venezia le E.402 vengono poste al traino degli IC reversibili tra Venezia, Milano, Livorno e Udine e sulla Venezia-Napoli.
Nel 2008 le E.402 trainano per la penisola 61 tra IC, EC ed EN con una percorrenza giornaliera complessiva di 24.500 km.
Con l'avvento dell'Alta Velocità, nessuna delle macchine del gruppo E.402A viene assegnata ai nuovi servizi Frecciabianca, mantenendo il traino dei servizi IC rimasti, in sostituzione delle E.444R che vengono via via accantonate.
Il servizio delle E.402A termina definitivamente la mattina del 30 aprile 2019, quando la E.402.030 giunge a Roma con un Intercity Notte da Trieste, venendo poi trasferita il giorno stesso a Foligno per iniziare il percorso di trasformazione in E.401.

### Trasformazione in E.401
Nel 2013 il Gruppo FS ha deciso di trasformare tutte le E.402A in locomotive a singola cabina per servizi Intercity. La modifica di carpenteria è stata commissionata alle O.G.R. di Foligno, mentre la parte elettronica è stata affidata all'azienda spagnola CAF. La prima macchina oggetto di trasformazione è l'unità danneggiata 013, seguita successivamente dalla 015, dalla 026, dalla 022 e dalla 016.
A marzo 2016 il Gruppo FS ha deciso di riclassificare le E.402A monocabina in E.401. La consegna delle macchine alle OGR Foligno è terminata il giorno 30 aprile 2019. La trasformazione completa del gruppo è stata portata a termine il 23 dicembre 2019; le locomotive trasformate vestono tutte la livrea Intercity Giorno.

## Caratteristiche tecniche
La locomotiva è caratterizzata dall'elevata potenza sia massima, pari a 6 MW sotto catenaria a 3000 V sviluppabile per 20 minuti, che continuativa, pari a 5.2 MW resi già a partire da 133 km/h e fino alla massima velocità di 220 km/h, il che la rende adatta anche al valico di linee a forte pendenza oltre che all'esercizio nelle tratte più veloci.
La cassa della locomotiva è in acciaio ad alta rigidità e utilizza strutture reticolari che permettono insieme resistenza e leggerezza. Il tutto è volto ad assicurare anche la sicurezza del personale che vi svolge servizio in caso di sinistri. Le apparecchiature di bordo sono di facile accessibilità e di agevole smontaggio dall'alto o dalle fiancate per le operazioni di manutenzione e riparazione. I carrelli sono particolarmente leggeri per ridurre le masse non sospese, cosa essenziale in un mezzo molto veloce.
La locomotiva è dotata di motori asincroni trifase azionati autonomamente con un inverter trifase ed un chopper singoli per carrello. Lo stadio di ingresso prevede un chopper bifase elevatore di tensione fino a 4200 Volt ottenibili per tensioni di linea, a corrente continua variabili tra 1 200 volt e 4 000 volt. Tale chopper è reversibile in caso di frenatura elettrica.
Il concetto di modularità degli azionamenti di trazione è applicato anche alle restanti apparecchiature ausiliarie, come i ventilatori di raffreddamento, e i compressori di aria alimentati a 450 volt, 60 Hz da due convertitori identici da 210 kW commutabili in caso di guasto. Tutte le funzioni importanti sono monitorate da un sistema diagnostico a microprocessore.
I 4 prototipi più il simulacro sono stati costruiti alla fine degli anni '80. Tutti i prototipi eccetto lo 000 e lo 001 sono stati riconvertiti in unità in servizio effettivo: il primo è stato demolito nel novembre-dicembre 2006, il secondo e il quarto sono accantonati a Foligno.

## Incidenti
- Il 16 aprile 2007 la E.402A.013, in forza all'Intercity Tacito da Terni a Milano, è stata coinvolta in un incidente presso la stazione di Terni, quando ha colpito di striscio un convoglio merci fermo al binario. La macchina ha subito danni alla fiancata destra. Tra il 2017 e il 2018 è stata riparata e trasformata in E.401.[4]